# 6245 Ikufumi
6245 Ikufumi eller 1990 SO4 är en asteroid i huvudbältet som upptäcktes den 27 september 1990 av den japanska astronomen Takeshi Urata vid Nihondaira-observatoriet. Den är uppkallad efter amatörastronomen Ikufumi Makino.
Asteroiden har en diameter på ungefär 8 kilometer.